# Никулин, Виктор Михайлович (политик)
Виктор Михайлович Никулин (1904, с. Покровка, Пржевальский уезд, Семиреченская область, Туркестанский край, Российская империя — 1961, Москва, СССР) — советский партийный и государственный деятель.

## Биография
Член ВКП(б) с 1926.
- 1919—1921 — участник Гражданской войны
- 1922—1931 гг. — на различных должностях в трамвайном хозяйстве Ташкента,
- 1932—1936 гг. — на партийной работе в райкомах КП(б)Уз,
- 1936—1938 гг. — председатель Комитета по делам физической культуры и спорта при СНК Узбекской ССР,
- 1938—1939 гг. — первый секретарь Самаркандского областного комитета КП(б) Узбекистана,
- 1939—1941 гг. — на учёбе в Москве,
- 1941—1943 гг. — зав. ОРГО, с.-х. отделом Джалал-Абадского обкома КП(б)К,
- 1943—1944 гг. — 1-й секретарь Иссык-Кульского обкома КП(б)К,
- 1944—1945 гг. — 1-й секретарь Джалал-Абадского обкома КП(б)К,
- 1945—1946 гг. — 1-й секретарь Клайпедского горкома КПЛ,
- 1949—1951 гг. — на руководящих должностях в с.-х. органах Дагестанской АССР и Ульяновской области,
- 1951—1958 гг. — в газетах «Советское хлопководство» и «Сельское хозяйство».

## Награды и звания
- Орден Трудового Красного Знамени (21 января 1939) —за выдающиеся успехи в сельском хозяйстве, и особенно за перевыполнение плана по хлопку